# Condado de Northampton (Virginia)
El condado de Northampton (en inglés: Northampton County), fundado en 1624, es uno de 95 condados del estado estadounidense de Virginia. En el año 2000, el condado tenía una población de 13,093 habitantes y una densidad poblacional de 24 personas por km². La sede del condado es Eastville.

## Geografía
Según la Oficina del Censo, el condado tiene un área total de 2059 km² (795 mi²), de la cual 536 km² (206,9 mi²) es tierra y 1523 km² (588 mi²) (73.93%) es agua.

### Condados y ciudades independientes adyacentes
- Condado de Accomack (norte)
- Virginia Beach (sur)

## Demografía
Según la Oficina del Censo en 2000, los ingresos medios por hogar en el condado eran de $28,276, y los ingresos medios por familia eran $35,034. Los hombres tenían unos ingresos medios de $26,842 frente a los $21,839 para las mujeres. La renta per cápita para el condado era de $16,591. Alrededor del 20.50% de la población estaban por debajo del umbral de pobreza.

## Localidades
- Belle Haven
- Cape Charles
- Cheriton
- Eastville
- Exmore
- Nassawadox
- Oyster (no incorporado)

## Transporte
- Aeropuerto Campbell Field